# Zentrale Rhön
Die Zentrale Rhön (im Umweltatlas Hessen auch Hochrhön genannt) ist ein Naturraum 5. Ordnung, der zusammen mit der Südlichen Hochrhön die Hohe Rhön bildet. In diesem Gebiet finden sich mehrere über 900 Meter hohe Berge, unter denen die Wasserkuppe (950 m) und der Heidelstein (926 m) hervorzuheben sind. Weitere über 900 Meter hohe Erhebungen müssen aufgrund der geringen Dominanz und Prominenz als Nebengipfel betrachtet werden.

## Naturräumliche Gliederung
Der Name Zentrale Hochrhön wurde 1968 im Rahmen der naturräumlichen Gliederung 1 : 200.000 (Blatt 140 Schweinfurt) als Naturraum definiert und wie folgt zugeordnet und gegliedert:
- (zu 35 Osthessisches Bergland)
  - (zu 354 Hohe Rhön)
    -  354.1 Zentrale Rhön – 173,4 km²
      - 354.10 Wasserkuppenrhön (im Westen des Gebietes) – 39,1 km²,[3] nahezu komplett in Hessen
      - 354.11 Lange Rhön (im Zentrum des Gebietes) – 31,2 km² in Bayern,[4] 19,16 km² in Hessen[3] und rund 14,3 km² in Thüringen[5]
      - 354.12 Ostabfall der Langen Rhön (im Osten des Gebietes) – 60,4 km²,[4] nahezu komplett in Bayern
      - 354.13 Oberes Ulstertal (zwischen Wasserkuppenrhön und Langer Rhön) – 9,2 km²,[3] komplett in Hessen

## Abgrenzung
An die Zentrale Rhön grenzt im Westen und Norden die Westliche und östliche Kuppenrhön, im Nordosten das Östliche Rhönvorland; diese werden beide der Haupteinheit „Vorder- und Kuppenrhön (mit Landrücken)“ zugeordnet.
Im Südosten grenzt die Östliche Südrhön an, ein Teil der Südrhön, die zur naturräumlichen Großregion (3. Ordnung) Odenwald, Spessart und Südrhön zählt und damit bereits dem Südwestdeutschen Stufenland (2. Ordnung) zugerechnet wird.
Im Südwesten angrenzend liegt die Südliche Hochrhön, die zusammen mit der Zentralen Rhön zur Haupteinheit Hohe Rhön gefasst wird. Die Hohe Rhön gehört, wie auch die Vorder- und Kuppenrhön sowie weitere naturräumliche Haupteinheiten, zum Osthessischen Bergland, Teil der Großregion Hessisches Bergland und so auch des Niedersächsisch-hessischen Berglands.

## Naturraum
Die Zentrale Rhön wird als „zentrale Aufwölbung der Hohen Rhön in Rücken, Hochplateaus und im Westteil in einzelne Kuppen gegliedertes Bergland aus Basalt mit teilweise bewaldeten Flanken und Grünland auf der Höhe“ beschrieben. Das Obere Ulstertal unterteilt diese in zwei Höhenzüge, nämlich in Wasserkuppenrhön und Lange Rhön, wobei der Ostabfall der Langen Rhön naturräumlich gesondert abgegliedert wird.